# أحمد زينبلجي
أحمد زينبلجي (بالتركية: Ahmet Zenbilci)‏ (من مواليد 1 أكتوبر 1966 في أضنة، تركيا) سياسي تركي وعضو في البرلمان التركي. وهو عضو في حزب العدالة والتنمية ونائب عن أضنة.